# Дисциркуляторная энцефалопатия
Дисциркуляторная энцефалопатия (ДЭП) — хроническая недостаточность мозгового кровообращения — изменения в головном мозге, связанные с нарушениями в его кровоснабжении, из-за которых возникает недостаток кислорода и питательных веществ в нейронах, которые приводят к постепенному отмиранию нейронов в различных участках мозга. При ДЭП наблюдаются головная боль, головокружения, шум в ушах, быстрая утомляемость, снижение когнитивных способностей.
Наиболее тяжелое последствие дисциркуляторной энцефалопатии — инсульт.
Дисциркуляторная энцефалопатия, так же как и начальные проявления недостаточности кровоснабжения мозга (НПНКМ), относится к хроническим цереброваскулярным заболеваниям.
В Классификации сосудистых поражений головного и спинного мозга, разработанной Научно-исследовательским институтом неврологии РАМН, дисциркуляторная энцефалопатия определена как цереброваскулярная патология, развивающаяся при множественных очаговых или диффузных поражениях мозга.
Дисциркуляторная энцефалопатия предполагает медленно прогрессирующее многоочаговое или диффузное сосудистое поражение головного мозга, а также их сочетание. Это последствие различных по причинам заболеваний, общим для которых является поражение мелких артерий и артериол (микроангиопатия).

## Симптомы
Основные симптомы ДЭП объединяются в следующие группы:
- нарушения когнитивных функций (памяти, внимания, мышления, поздние стадии ДЭП характеризуются развитием слабоумия — сосудистой деменцией),
- аффективные расстройства,
- двигательные нарушения: пирамидные (спастичность),
- экстрапирамидные (паркинсонизм, гипокинезия),
- псевдобульбарные расстройства (трудности при приёме пищи: замедление жевания, нарушения глотания; изменения голоса — «огрубление», замедленность речи; насильственный смех и насильственный плач),
- мозжечковые расстройства (нарушения ходьбы и устойчивости, расстройства тонких последовательных движений (атаксия), в том числе — плавности речи (дизартрия)),
- вестибулярные и вегетативные нарушения (головокружение, тошнота, колебания артериального давления).

На более поздних стадиях у пациентов возникают тазовые нарушения: недержание мочи и кала.

## Основные особенности
Течение болезни принято делить на три стадии (согласно наличию и степени выраженности основной симптоматики). Начальные симптомы дисциркуляторной энцефалопатии проявляются преимущественно в форме астении, что нередко затрудняет постановку диагноза на данном этапе развития болезни, так как подобная симптоматика довольно часто сопутствует начальной стадии психических расстройств, продромальной фазе некоторых инфекционных заболеваний, а также является сигналом о наличии соматических заболеваний или банального переутомления. Поэтому диагноз «дисциркуляторная энцефалопатия» ставится на основании длительного (более 6 месяцев) наличия основных симптомов (головокружения, нарушения памяти, речи, повышенная утомляемость, нарушения координации и пр.).
Прогрессирование неврологических и психических расстройств может быть вызвано устойчивой и длительной недостаточностью мозгового кровообращения и/или повторными эпизодами дисциркуляции, протекающими с явной клинической симптоматикой (острое нарушение мозгового кровообращения) или субклинически.

## Критерии диагностики
(О. С. Левин, 2007 год)
1. Объективно выявляемые нейропсихологические и неврологические симптомы (в порядке убывания значимости: когнитивные и эмоционально-волевые нарушения, нарушения ходьбы, координации движений, признаки пирамидной недостаточности).
2. Признаки цереброваскулярного заболевания, включающие факторы риска (артериальная гипертензия, гиперлипидемия, сахарный диабет, нарушения сердечного ритма и др.), и/или анамнестичские признаки, и/или инструментально подтвержденные признаки поражения мозговых сосудов и сосудистые изменения вещества головного мозга (последствия инфарктов и/или хронические изменения вещества головного мозга).
3. Свидетельства причинно-следственной связи между пунктами 1 и 2:
  - соответствие динамики нейропсихологического и неврологического дефицита особенностям течения цереброваскулярного заболевания (тенденция к прогрессированию с чередованием периодов резкого ухудшения, частичного регресса и относительной стабилизации);
  - соответствие выявляемых при КТ/МРТ изменений вещества мозга сосудистого генеза ведущим клиническим проявлениям.
4. Исключены другие заболевания, способные объяснить набор симптомов у пациента.

В РФ и сопряжённых с ней странах существует гипердиагностика ДЭП, во многом обусловленная отсутствием у врачей чётких общепризнанных критериев диагностики этого заболевания. Чтобы избежать гипердиагностики, необходимо при выставлении диагноза использовать чёткие критерии, подобные описанным выше и учитывающие как клинические, так и нейровизуализационные данные.

## Этиология
Главные причины возникновения и развития дисциркуляторной энцефалопатии — артериальная гипертония и атеросклероз.
По основным причинам выделяют следующие виды дисциркуляторной энцефалопатии:
- атеросклеротическую (чаще страдают магистральные сосуды головы)
- гипертоническую
- смешанную
- венозную
- вследствие других причин (вегетососудистая дистония, ревматизм, поражения сосудов различной этиологии, системные гемодинамические расстройства, заболевания крови и другие).

В практике наибольшее этиологическое значение в развитии дисциркуляторной энцефалопатии имеют атеросклероз, артериальная гипертензия и их сочетание.

## История
Термин «дисциркуляторная энцефалопатия» введён в российскую медицину в 1971 году сотрудниками в НИИ неврологии Академии медицинских наук СССР — академиком АМН СССР Е. В. Шмидтом и кандидат медицинских наук Г. А. Максудов.
Термин «дисциркуляторная энцефалопатия» предложен Г. А. Максудовым и В. М. Коганом в 1958 году и был позднее включён в российскую классификацию поражений головного и спинного мозга. В МКБ-10 (1995) этот термин отсутствует. Среди возможных близких по клинической картине состояний в МКБ-10 упоминаются «церебральный атеросклероз», «прогрессирующая сосудистая лейкоэнцефалопатия», «гипертензивная энцефалопатия», сосудистая деменция, «другие уточненные поражения сосудов мозга», в том числе «ишемия мозга (хроническая)», «цереброваскулярная болезнь неуточненная».

## Лечение
Дисциркуляторная энцефалопатия, вызванная артериальной гипертонией, хорошо поддаётся лечению. Терапия при этом направлена на снижение артериального давления на 10–15%. Снижение артериального давления до нормы (140/90 мм рт. ст. и менее) не рекомендуется, чтобы избежать недостаточного кровоснабжения мозга.